# Збройна боротьба
До збройної боротьби входять. Військові конфлікти,повстання,партизанські та терористичні рухи , війни.
У збройній боротьбі можуть брати участь цивільні та регулярні війська.

## Тероризм як збройна боротьба
За допомогою тероризму воюють такі держави як. рф, Іран, Ірак, алькайда або ісламська держава, хамас,хаезбола.
Ось декілька випадків коли у війні застосовували тероризм: Різанина в Бучі,Різанина на півдні Ізраїлю.

### Ісламський тероризм[2]
Ісламський тероризм це тероризм зроблений радикальними ісламськими організаціями такими як аль-каїда, хамас. На їхній вині найбільша кількість терористичних актів.

## Історія
Збройна боротьба зародилася з часів формування людства як такого.Тому є не від'ємною частиною історії.

###### Античність[3]
В часи античності найбільшими збройними конфліктами є варварське протистояння римлянам, походи Олександра Македонського. Та падіння Римської імперії.Велике розширення та занепад Персії.

### Середньовіччя[4]
В середньовіччі було безліч випадків збройної боротьби наприклад: Столітня та Тридцятилітня війни.Спаплюження Русі-України. Становлення вікінгської морської гегемонії.Розпад ВІзантії під натиском Османів. Вигнання мусульманських царств з території Іспанії та Португалії. Створення Єрусалимського царства. Початок домінування морських та торгових республік. Розквіт та занепад Монгольської орди.

### Новий час[5]
В новий час відбувалися значні події які перекроїли світ наприклад:Козацькі повстання , занепад торгових республік,повстання тринадцяти колоній, семирічна війна, та наполеонівські війни,пруська війна яка поклала край французькій європейській гегемонії.

### Новітня історія[6]
В новітній історії збройна боротьба наситилася новими барвами такими як: повалення колоніальних імперій,Перша та Друга світові війни,Збройна боротьба Холодноярської та Баштанської республік,Повстання воїнів УПА та вторгнення Росії в Україну, різні ісламські терористичні акти. 

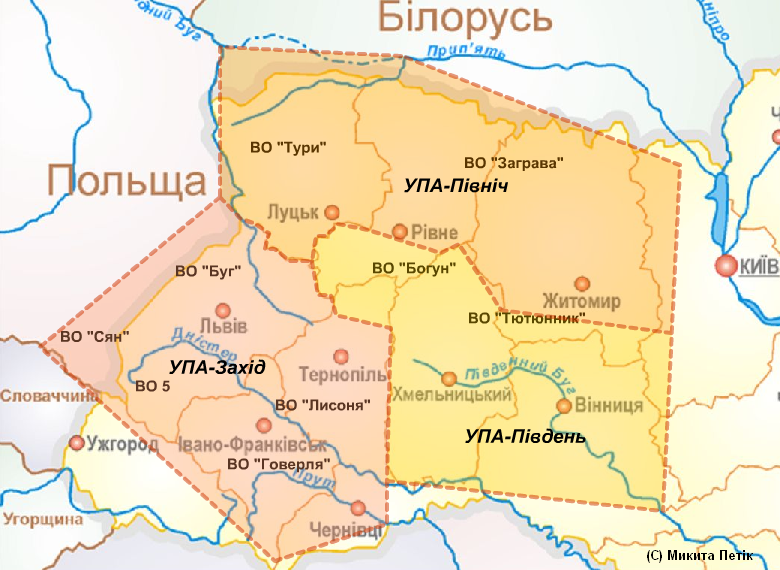
Територія де велася збройна бортьба західного УПА